# Архітектура Казахстану

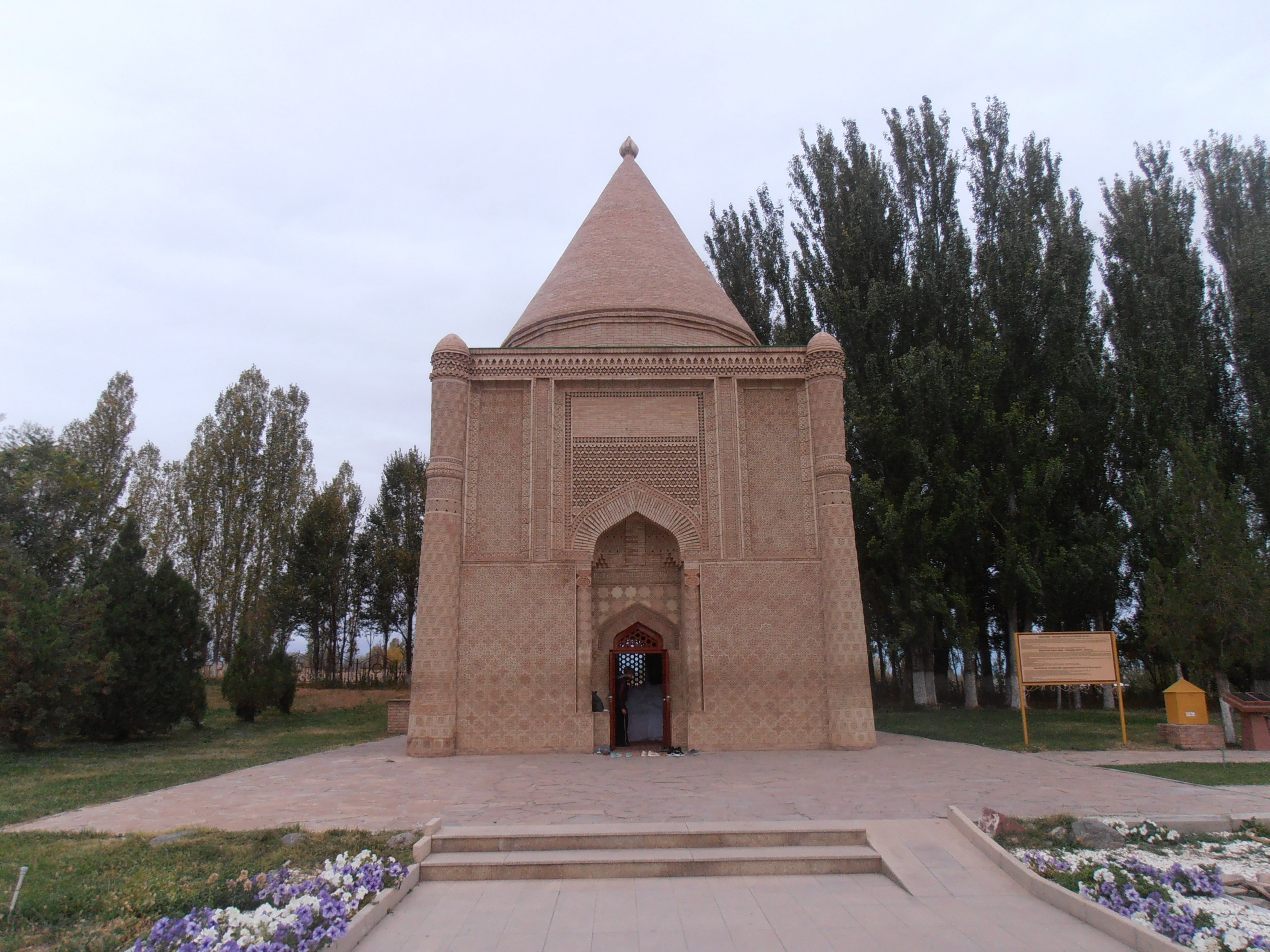
Мавзолей Айша-Бібі

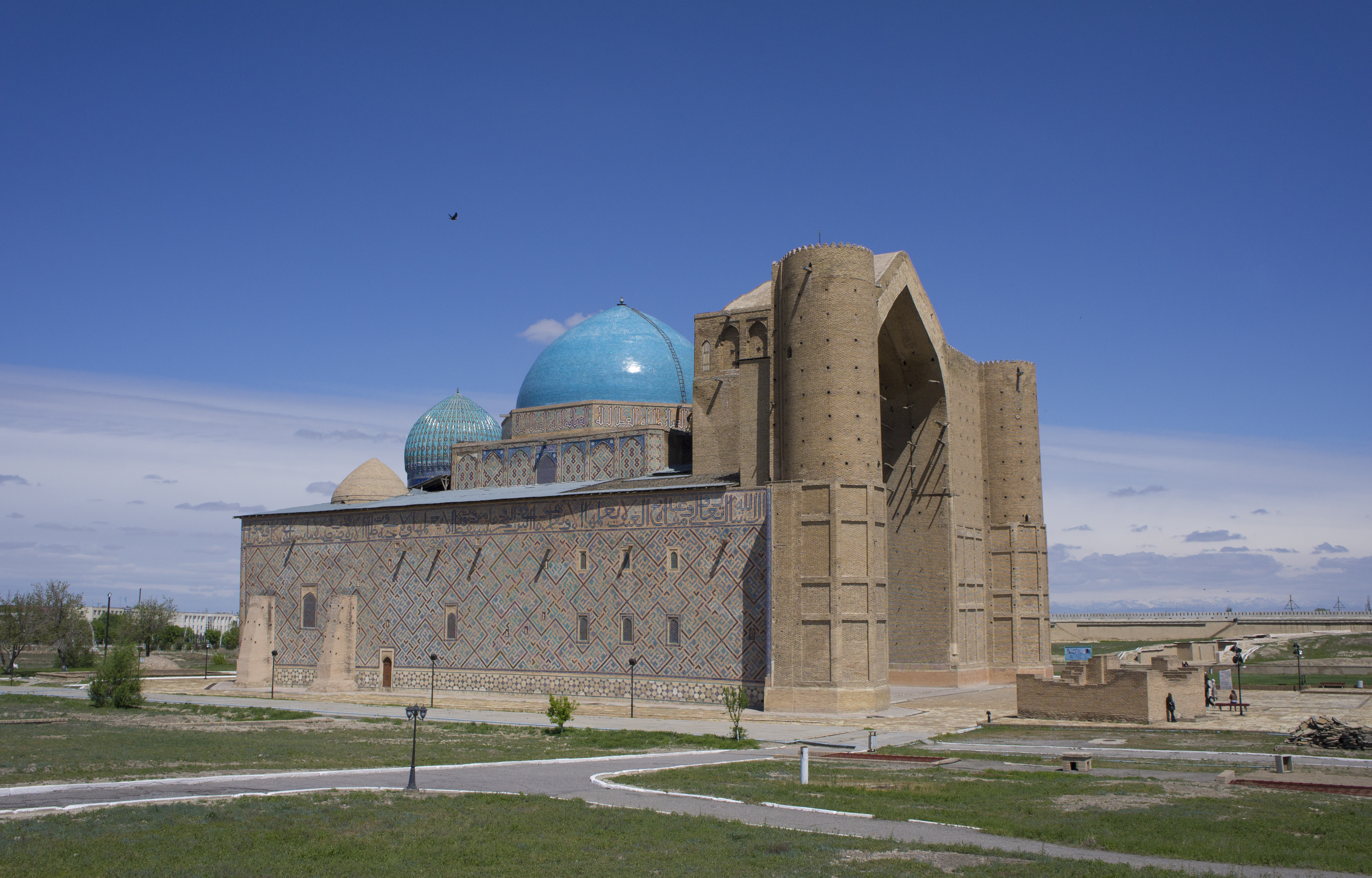
Мавзолей Ходжі Ахмеда Ясаві

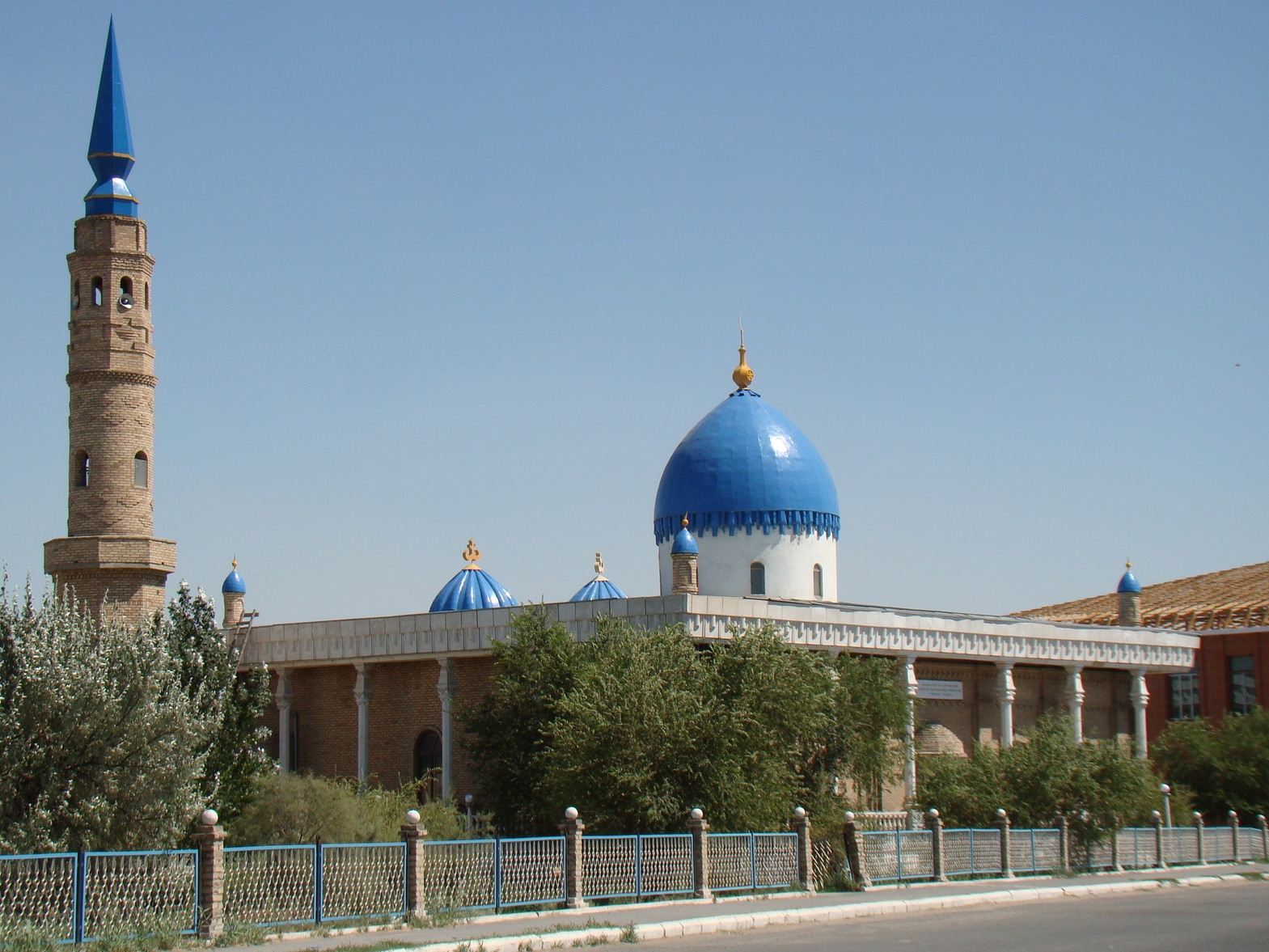
Мечеть Айтбая у Кизилорді

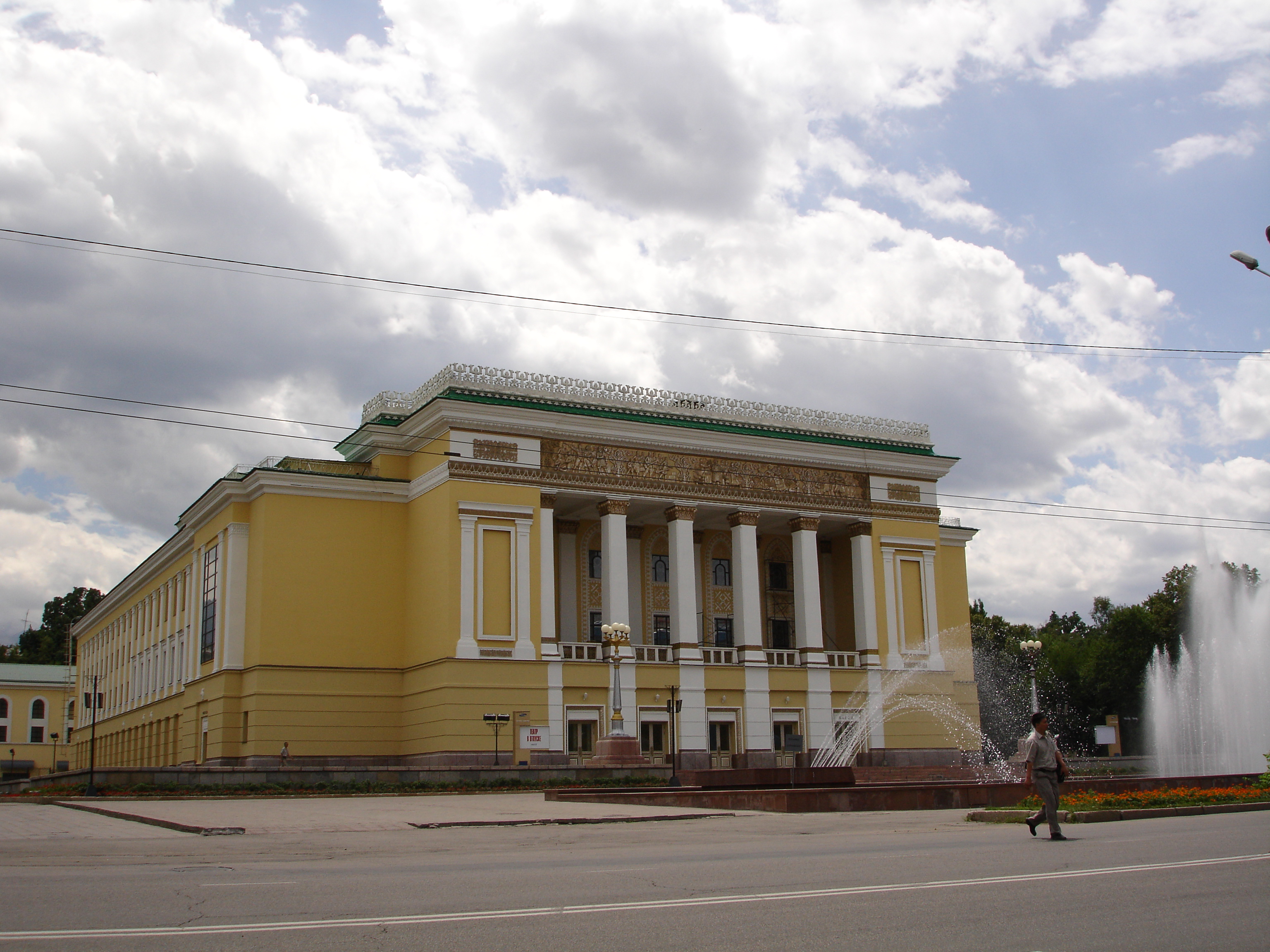
Казахський театр опери та балету імені Абая в Алма-Аті

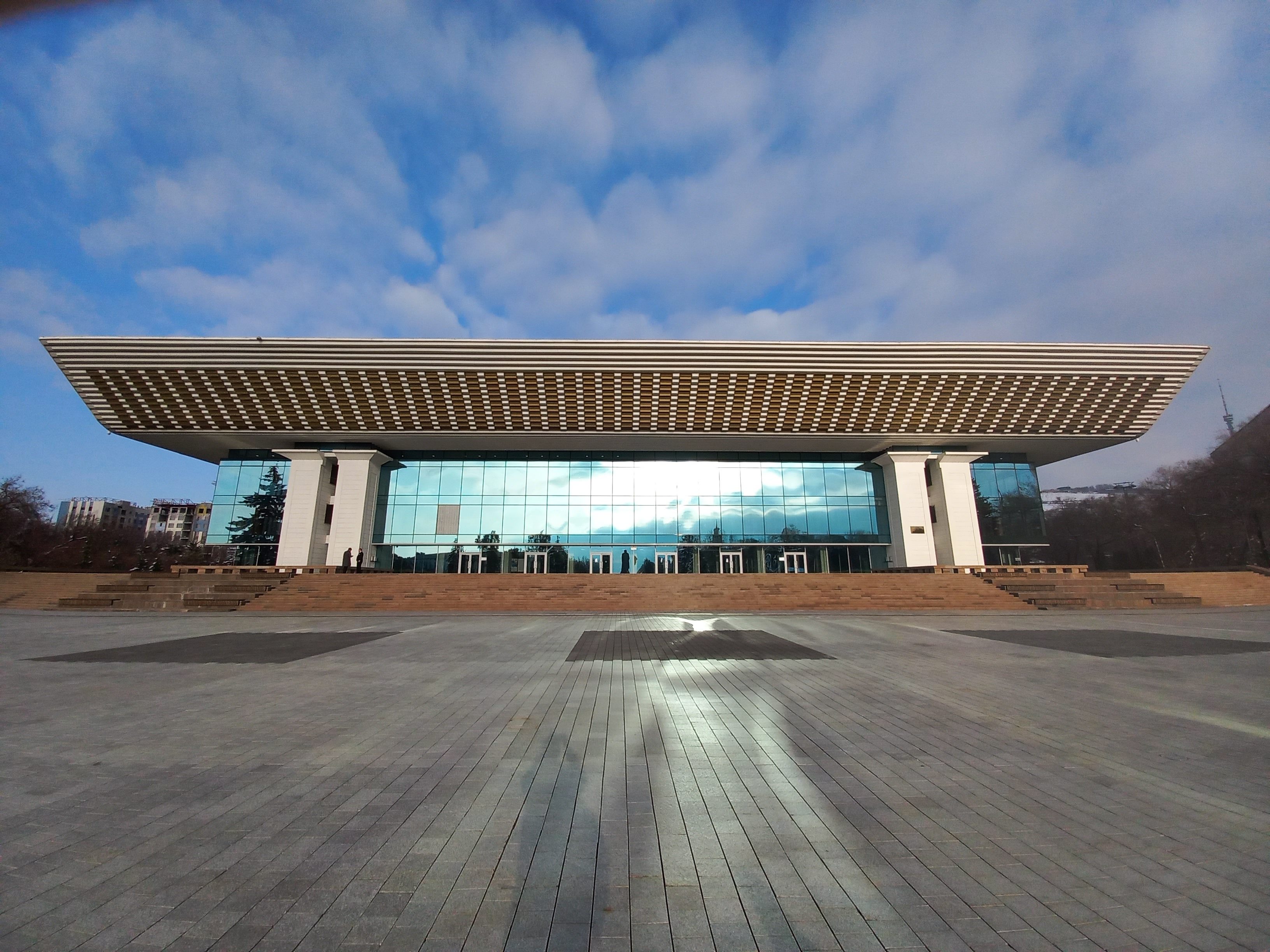
Палац Республіки в Алма-Аті

Архітектура Казахстану — це відображення культурної та історичної спадщини Казахстану через архітектурні творіння, які з'являлися на території країни з часів стародавніх цивілізацій до сучасності. Архітектура Казахстану має багате різноманіття стилів, які відображають вплив різних культур та епох на територію країни. До найвідоміших стилів архітектури Казахстану належать кочевий мотив, постсоціалістичний стиль, традиційний стиль та декілька інших. Багато з архітектурних пам'яток Казахстану є унікальними та важливими для збереження культурної спадщини країни.

## Давні часи
Про зародження архітектури Казахстану свідчать пам'ятники неоліту. Серед відомих — понад 600 пам'яток неоліту та енеоліту, найбільші — дюнні поселення у Північному Приураллі, Семипалатинській області. В епоху неоліту виникають перші поселення по берегах річок і озер, що представляють невеликі стійбища з 5—6 чотирикутних землянок у плані, перекритих наметами з жердин і засипаних шарами гілок, очерету і глини (поселення Ботай, 24—22 ст. до н. е.). Збереглися сліди перших будівель з круглим осередком у центрі, обнесених низькою кам'яною або земляною стіною, на яку спиралося перекриття у вигляді намету з жердин (стоянки Ворибас, Дамси в Центральному Казахстані). Поселення епохи бронзи (Бегази-Дандибаївська культура) — групи прямокутних у плані напівземлянок, розділених перегородкою на житлові та господарські половини, які разом із господарськими прибудовами розташовувалися по колу. Центральний простір над осередком перекривався ступінчастою пірамідальною покрівлею з колод, решта приміщення — системою балок на стовпах, стіни викладалися з плитняку та сирцю (поселення Атасу, Бугили в Центральному Казахстані). Пізніше у народів Євразії з'явилися круглі житла, у тому числі збірно-розбірні юрти, прямокутні споруди зі скатним перекриттям типу казахських кистау.
Надгробні споруди — менгіри і дольмени — кам'яного віку розвиваються у величні циклопічні комплекси, що включають центральний кам'яний склеп із похованням, перекритий хибним склепінням і оточений рядами кільцевих огорож. Над похованням насипався величезний курган, що досягає 30 м в діаметрі (комплекс Аксу-Аюли в Карагандинській області). Пізніші комплекси мають прямокутні огорожі з плит, вхідні галереї та перекриття на стовпах (Бегази, Карагандинська область). У 4 столітті до зв. е. набувають широкого поширення купольні перекриття, а також різні типи склепінь — циліндричні, конічні, бочкоподібні та інші, в основному на мавзолеях вождів сакських племен. Композиція форм надгробних споруд епохи бронзи показує, що у суспільстві склалася певна система космогонічних уявлень.

## Середньовіччя
У ранньому середньовіччі, за даними археологічних досліджень, спільність культури народів Середньої Азії та Казахстану особливо яскраво виразилася в галузі будівельного мистецтва. У будівництві переважно використовувалися лесова глина, пахса та самани. Визначилися різні види будівельних конструкцій (стін, склепінь, арок) та засоби архітектурного декору (штукатурка, теракотові плитки). Сакські племена, що мешкали в пониззі Сирдарії на рубежі первісної та античної епох, залишили такі пам'ятники, як Жети-асар, Бабіш-Молда та інші. Будівельники раннього середньовіччя розробили конструкції напівсферичного купола на арочних тромпах, що стало значним досягненням тогочасної інженерної думки. Похоронні споруди давніх тюрків мали місцеві відмінності. У Східному Казахстані та Жетису невеликі курганні насипи, в долині середньої течії Сирдарії під курганами були споруди з пахси, що складалися з перекритого склепінням камери та вхідного коридору.
У 9—10 століттях в архітектурі Казахстану, як і у всій Середній Азії, відбулися якісні зміни. У 11—12 століттях архітектура досягає найбільшого розквіту. У цей час сформувалася структура міста із трьох частин: цитадель, шахрістан (міські квартали) і рабад (передмістя). Використання обпаленої цегли зумовило подальший прогрес у розвитку архітектури (пам'ятники караханідського періоду — мавзолеї Айша-Бібі в Жамбилській області, Жубанана в Карагандинській області). У 13—14 століттях у містах зводяться численні мечеті, медресе та мавзолеї. В архітектурі з'явилися портальні споруди, удосконалювалися підкупольні конструкції — двоярусні барабани, в обробці з'явилася кольорова плитка для облицювань. Унікальною архітектурною пам'яткою кінця 14 — початку 15 століття є мавзолей-мечеть Ходжа Ахмета Яссауї. У 15—18 століттях по долинах рік Сирдарії, Таласа розвивалися міські поселення — Отирар, Тараз, Созак, Сиганак, Яси (Туркістан), Сауран та інші. Вони становили укріплену цитадель, навколо якої розташовувалися шахрістан і рабад. Розкопки виявили залишки водопровідної мережі та стічної каналізації. Культові та меморіальні пам'ятники 15—18 століть поділяються на три групи: мавзолеї (баштові, портально-купольнме, центричні), огорожі (саганатам, торт-кулак), надгробки, стели (койтас, бестас, кулпитас та інші). У народів Казахстану широко застосовується збірно-розбірна юрта (кіїз уй).

## Модерні часи
У 2-й половині 19—20 столітті соціальні та науково-технічні зрушення викликали появу нових функцій, конструктивних систем, художніх засобів архітектури, індустріальних методів будівництва. У містах республіки почалося будівництво великих громадських будівель та забудова цілих кварталів новими будинками з об'єктами побутового, культурного призначення та охорони здоров'я. Переведення наприкінці 1920-х років столиці республіки в Алма-Ати сприяло бурхливому зростанню міста. У середині 1960-х років у містобудуванні Казахстану здійснено розробки проєктів планування найбільших міст республіки: Усть-Каменогорська, Караганди, Теміртау, Екібастуза, Кентау. Широких масштабів набувало будівництво в селах країни.
Розвиток регіоналізму в Казахстані у радянський період відбувався двома шляхами: функціональним, спрямованим на побутові та кліматичні особливості країни, та декоративним, який використовував орнаменти та архітектурні елементи без функціонального значення. Однак населенню не сподобалося переважання функціональності без культурних візуальних прикрас. Результатом пошуку стало введення орнаментів у фасади будівель.
У 1970-х — на початку 1980-х років реконструкція та забудова міста Алма-Ати мала експериментально-показовий характер. Високими художньо-естетичними достоїнствами відрізняються будівлі готелю «Казахстан», лікувально-оздоровчого комплексу «Арасан», високогірний спортивний комплекс «Медеу», Палац Республіки та інші. Серед архітектурних комплексів, що символізують незалежність та суверенітет Казахстану, — резиденція Президента (1995) та Монумент Незалежності (1996), споруджені на площі Республіки у місті Алма-Ата. В архітектурі нової столиці держави міста Астани відбилися всі досягнення євроазійської архітектури. В основу генплану лягли ескіз-ідеї відомого японського архітектора Кісе Куракави.